# Ильов връх
Ильов връх е най-високият връх (1803 m) на Малешевска планина. До 29 юни 1942 година носи името Джамо (Джама).
Издига се в северната част на главното планинско било. На северозапад чрез седловината Седлото се свързва с първенеца на планината Влахина – връх Огреяк (Кадийца); на югоизток седловината Конското го свързва с връх Трите гроба. Върхът е заоблен, с полегати склонове; слабо доминира над планинската билна заравненост. На североизток от него се отделя ридът Краище.
Ильов връх е изграден от метаморфни скали. Почвите са планинско-ливадни. Високите части на върха са обрасли със субалпийска тревна растителност, склоновете – с бук и бор.
През Ильов връх минава държавната граница между Република България и Северна Македония. При връхната кота е разположена гранична пирамида с номер 51.